# Tidoncello
Il Tidoncello è un torrente lungo circa 10,5 km affluente di destra del Tidone, che scorre interamente nella provincia di Piacenza.

## Percorso
Il Tidoncello è formato dall'unione, nei pressi del centro abitato di Pecorara, di due rami: il primo di essi è il Tidoncello Merlingo, che si caratterizza come il ramo principale, la cui fonte si trova in località Croce delle Mogliazze, nei pressi del colle della Crocetta e del monte Pietra Corva e che compie un percorso lungo poco meno di 5 km fino alla confluenza.
Il secondo ramo è rappresentato dal Tidoncello di Sevizzano, la cui fonte è situata sulle pendici del monte Lazzaro, rilievo posto sullo spartiacque con la val Trebbia e la val Luretta, a un'altitudine di 987 m s.l.m. e che nel suo percorso raccoglie le acque di un terzo ramo, il Tidoncello di Busseto.
Dopo la confluenza il Tidoncello scorre per poco meno di 6 km alimentano diversi mulini, tra cui il mulino Reguzzi e il mulino del Tombino fino alla sua foce nel torrente Tidone, immediatamente a valle di Nibbiano.

## Affluenti
Dopo la confluenza dei due rami principali il Tidoncello presenta tre affluenti di destra: il Rio Montemartino, il Rio Bono e il Rio Marzino e quattro affluenti di sinistra: il Rio Perotti, il Rio Lazzarello, il Rio della Pozzacara e il Rio del Poggio delle Giare. Gli affluenti del Tidoncello presentano tutti delle portate estremamente modeste, che raggiungono valori significativi solo in seguito a precipitazioni estese.

## Regime idrologico
Il Tidoncello presenta un regime torrentizio con portate solitamente limitate; ad esempio, nella zona di Morasco, a circa 2 km dalla foce, la profondità media del corso d'acqua è di 10 cm, mentre quella massima arriva a toccare gli 80 cm. In occasione di fenomeni piovosi piuttosto intesi, tuttavia la portata del torrente può aumentare notevolmente arrivando a toccare valori compresi tra i 150 e i 200 m³/s, anche a causa della mancanza di sbarramenti a influenzare fortemente la portata del Tidone nel tratto a valle della confluenza dei due torrenti.

## Storia
Dall'analisi del percorso del torrente Tidone nei pressi del lago di Trebecco è emerso che la configurazione in cui il Tidoncello è un affluente del Tidone sia originata da un doppio fenomeno di cattura fluviale. Infatti nei pressi del lago il Tidone cambia quattro volte orientamento nel volgere di alcuni chilometri: inizialmente scorre verso nord-ovest fino al lago di Trebecco, il quale è orientato verso nord-est. Superato il bacino artificiale, prosegue verso sud-est fino alla confluenza del Tidoncello, dopodiché continua a scorrere in direzione nord-est fino alla foce in Po. L'analisi ha portato a ipotizzare che il Tidone originariamente proseguisse verso nord-ovest nelle valli del Lago e del Ghiaia di Montalto, mentre il Tidoncello, una volta arrivato nel punto in cui si trova la foce nel Tidone, proseguisse nel tratto del Tidone orientato verso sud-est in direzione contraria, per, poi, continuare il suo corso nell'alveo del rio Molato e, infine, del torrente Scuropasso, trovando, infine, la sua foce nel Po.
Il fenomeno di cattura avvenne in più fasi: inizialmente il corso del Tidoncello venne deviato verso nord-est, andando a formare quello che, poi, sarebbe diventato il corso del Tidone a valle di Nibbiano. In seguito un affluente destro del Tidoncello subì un arretramento fino alla cattura del primo tratto del corso del Tidone, dando origine alla configurazione in cui il Tidoncello è affluente del Tidone.